# Надто сором'язливий (Цілком таємно)

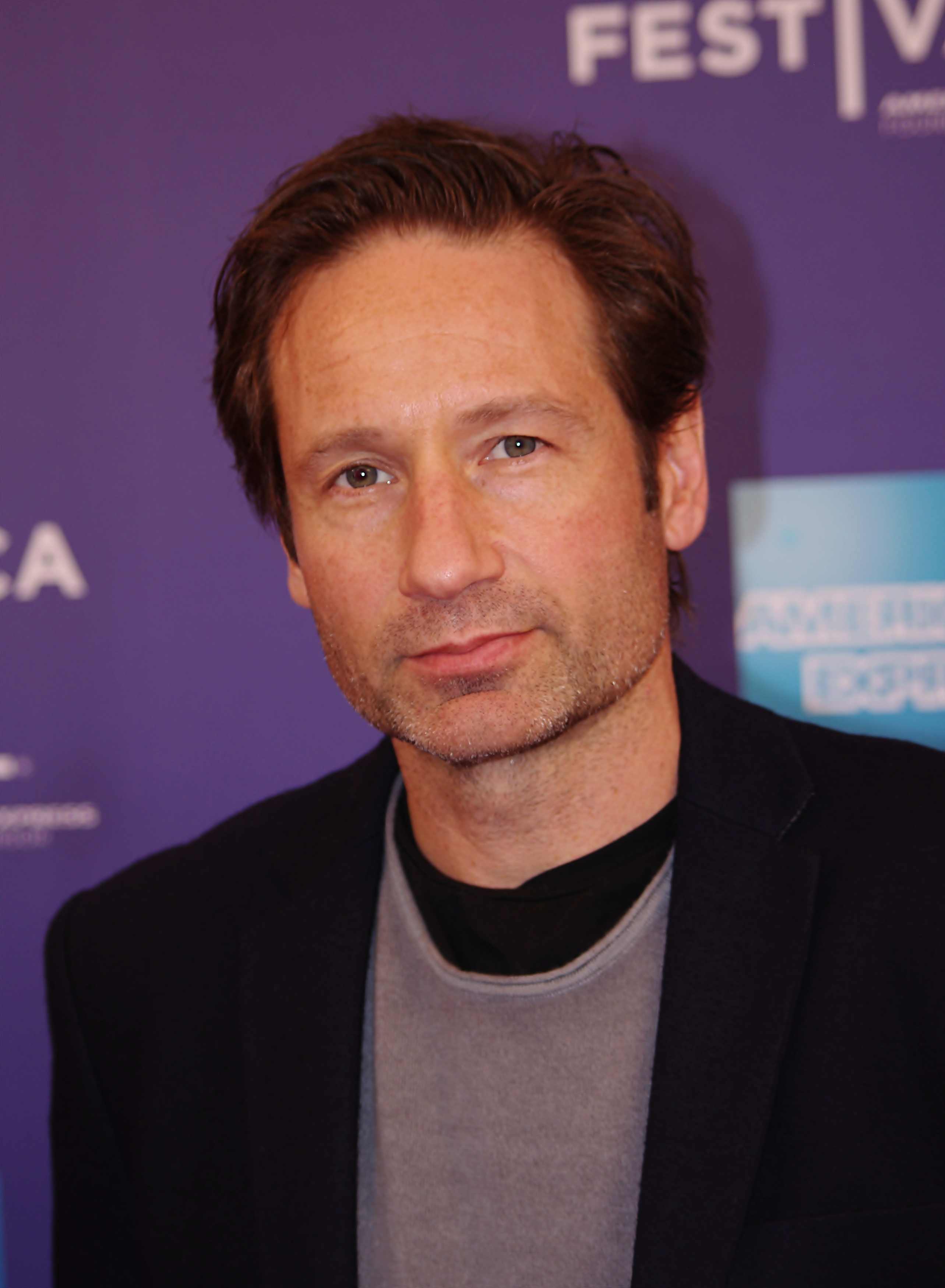

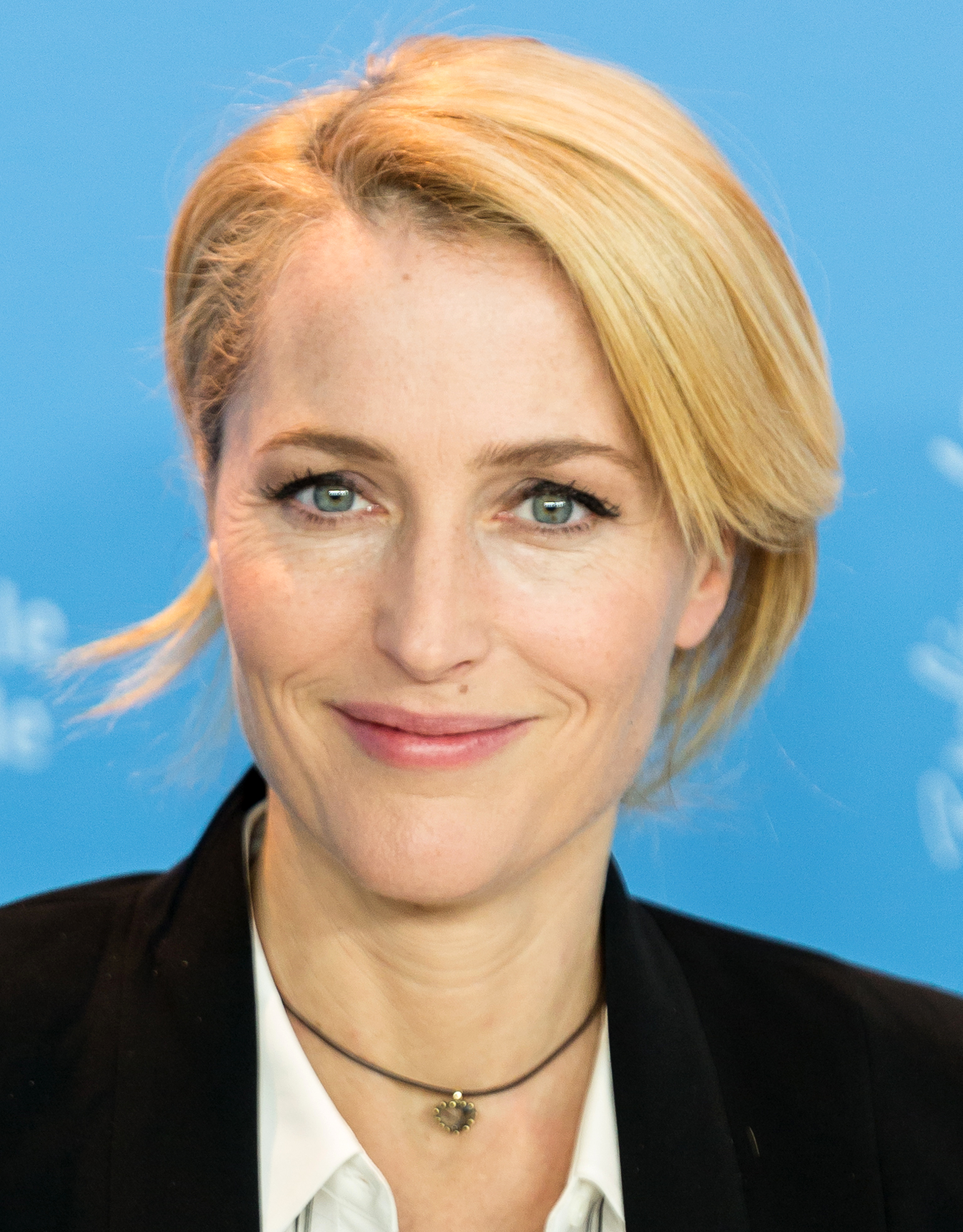

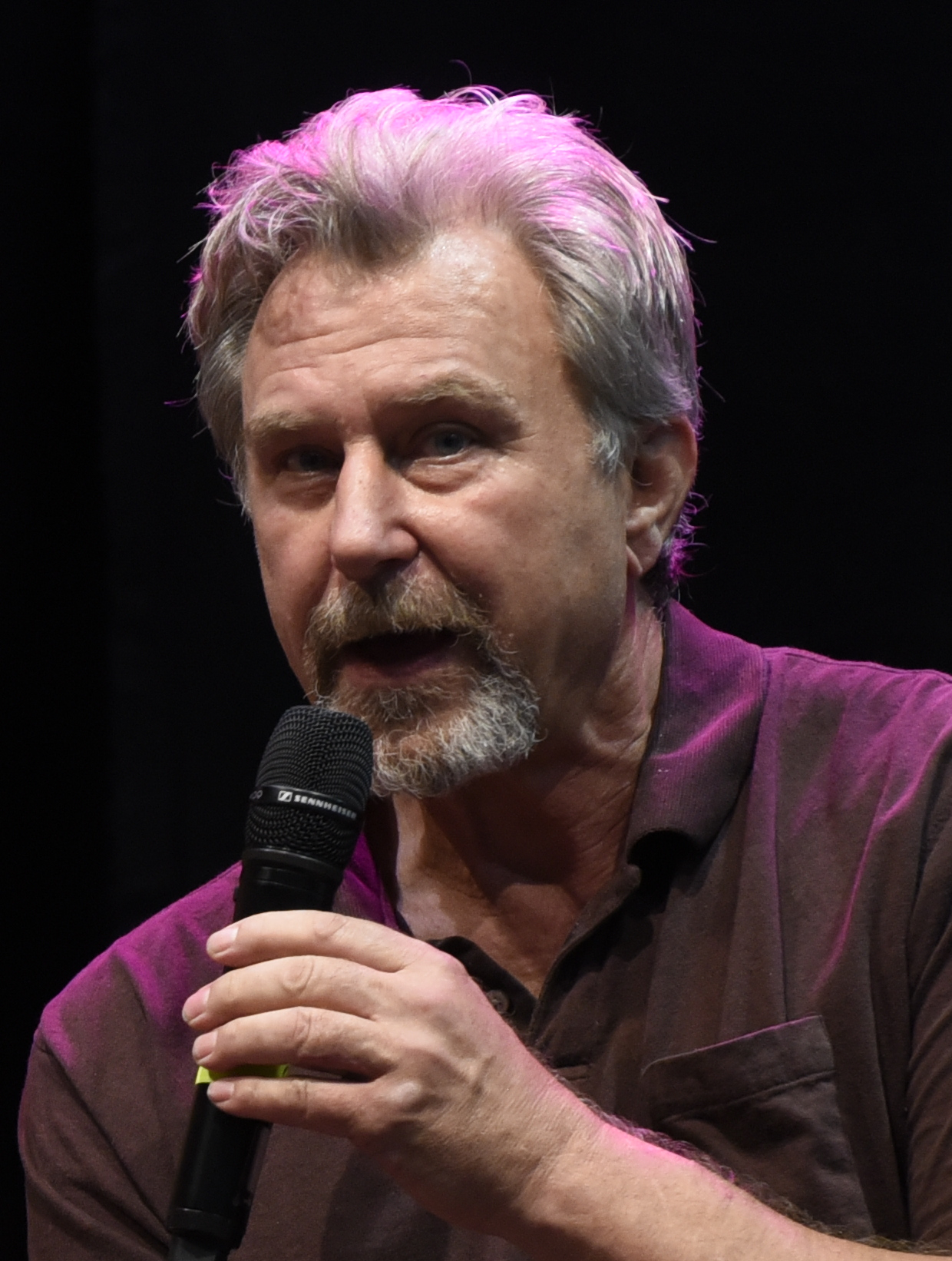

«Надто сором'язливий» — шоста серія третього сезону американського науково-фантастичного серіалу «Цілком таємно». Вперше була показана на телеканалі Фокс 3 листопада 1995 року. Сценарій до нього написав Джеф Влемінг, а режисером був Девід Наттер. Ця серія отримала рейтинг Нільсена в 10.1 балів і її подивились 14.83 млн осіб. Епізод отримав змішані відгуки від критиків. Хоч режисер Девід Наттер робив серію за прикладом серії «Господар», серія також дуже схожа на «Вузький» та «Чарівний».
Серіал розповідає про двох агентів ФБР Фокса Малдера (роль виконав Девід Духовни) та Дейну Скаллі (роль виконала Джилліан Андерсон), які розслідують паранормальні випадки, що називають «файли X». В цій серії агенти намагаються знайти вбивцю одиноких жінок з надмірною вагою. Агенти з'ясують, що вбивця знаходив своїх жертв через інтернет-чати та вбивав їх, щоб з'їсти їхній жир.

## Сюжет
В місті Клівленд (Огайо) пара має побачення. Вони сидять у машині на березі річки. Раптом чоловік, харизматичний та красивий Вірджил Інканто, душить його товсту супутницю Лорен, та починає перетравлювати, її випльовуючи на неї желатиноподібний шлунковий сік. Наступного ранку її тіло знаходить поліцейський. Агенти починають розслідування вбивства. Це вбивство одне із серії подібних — одиноких товстих жінок. Скаллі збирається провести розтин, але коли вона дістає тіло із рефрижератора, то все, окрім кісток, перетворилося на рідину. Скаллі знаходить в цій рідині травні ферменти, а також виявляє нестачу ваги тіла.
Тим часом Інканто спілкується з іншою подібною жінкою — Елен Камінскі — в інтернет-чаті і хоче запросити її на побачення. Його відволікає Моніка Лендіс, яка здає йому квартиру. Вона стає зацікавленою в ньому, коли чує, що він теж письменник. Поговоривши з нею, він продовжує листування в чаті. Він запрошує Камінскі на побачення. Інканто приходить до ресторану, де вони домовились зустрітися, але Камінскі так і не з'являється. Тому Інканто знаходить повію, вбиває і починає перетравлювати її, але хтось наближається до них і йому втекти. Тіло не встигло повністю розщепитись, тому Скаллі може провести повноцінний розтин. Під час розтину Скаллі з'ясовує, що дихальні шляхи жертви забиті такою ж желатиноподібною речовиною, як і на попередній жертві. Жертві вдалось подряпати вбивцю, тому в неї під нігтями залишилися шматочки шкіри вбивці. Дослідивши її, Скаллі з'ясувала, що в них немає ніяких жирів, з чого Малдер робить припущення, що вбивця висмоктує жир зі своїх жертв.
Малдер переглядає листування жертв, та бачить, що вбивця використовував у листуванні рядки із середньовічної італійської літератури. Малдер робить висновок, що вбивця — університетський викладач чи письменник. Він разом з місцевим детективом складають список всіх викладачів та письменників в місті і починають їх перевіряти. Тим часом кур'єр приносить посилку Інканто, і він, спускаючись вниз щоб забрати її, розмовляє з Монікою Лендіс, яка здає йому квартиру, і її сліпою дочкою Джессі. Коли він повертається, то отримує листа від Камінські, яка вибачається що не прийшла на побачення та просить призначити ще одне.
Після побачення з Камінські Інканто під'їжджає до свого дому і запрошує її зайти, але, побачивши світло в своїй квартирі, одразу скасовує запрошення. Коли він заходить у свою квартиру, то бачить всередині Моніку Лендіс, яка вже знайшла тіло в його ванній. Інканто вбиває її. Через декілька годин Джессі заходить до нього в квартиру і питає, чи він не бачив її маму. Він каже що не бачив, але Джессі знає, що він їй бреше, оскільки відчула в його квартирі запах парфуму своєї матері. Вона подзвонила в поліцію. Коли поліція та агенти приїжджають, Інканто вже втік. Агенти подивились у його комп'ютері електронні адреси всіх жінок, з якими він листувався, та відіслали на ці адреси попередження з його фотороботом. Також вони почали обдзвонювати всіх жінок, не додзвонившись лише до двох з них, серед яких і Камінські.
Тим часом Інканто знаходиться у квартирі Камінські, вона йде в свою кімнату та вмикає комп'ютер, щоб написати листа подружці, але бачить лист-попередження, яке надіслали агенти. Одразу після цього Інканто заходить в її кімнату, все розуміє, і нападає на Камінські. Скаллі вривається в квартиру Камінські, бачить її поранену та починає шукати в квартирі ліки. Під час цього Інканто нападає на неї та вони б'ються. Врешті Камінські піднімає пістолет Скаллі та стріляє в Інканто. Його заарештували. Через деякий час після арешту агенти допитують його. Його шкіра виглядає жахливо, бо в ній нема жиру. Він каже, що давав жертвам, що вони хотіли, в обмін на те, що він хотів.

## Створення
Серія «Надто сором'язливий» була написана Джефом Влемінгом, який перед цим працював над серіалом «Чудеса науки». Для серіалу «Секретні матеріали» він написав тільки дві серії: цю та серію «Пекельні гроші». Хоч серія і була зроблена за прикладом епізоду Господар, вона також дуже схожа на Вузький та «Чарівний».
Серію знімали в основному на Квебек-Стріт в Ванкувері — дві будівлі поруч одна із одною. Ця серія була дебютною для нового дублера Девіда Духовни Стіва Кізіака. Під час зйомок сцени, у якій Малдер вривається в квартиру через зачинені двері, Кізіак та інші дублери помилково ввірвалися не в ту квартиру. Акторка Керрі Сандомірські, яка виконала роль подружки Камінські, вже з'являлась у серіалі в ролі Трейсі у серії «Роланд», а акторка Глініс Дейвіс — в серіях «Тумс» та «Чарівний».

## Знімались
| Актор             | Роль             |
| ----------------- | ---------------- |
| Девід Духовни     | Фокс Малдер      |
| Джилліан Андерсон | Дейна Скаллі     |
| Тімоті Кархарт    | Вергілій Інканто |
| Алока Маклін      | Джессі           |
| П. Дж. Прінсло    | Таггер           |